# Núria Rafecas
Núria Rafecas (Catalunya, segle XX) fou una jugadora de tennis de taula catalana. Es formà al Club Riber i posteriorment competí amb el Club de 7 a 9. Entre d'altres èxits, es proclamà Campiona de Catalunya individual (1942), de dobles (1942 i 1944) i de dobles mixtos (1942 i 1944).